# Trochlée du muscle oblique supérieur
La trochlée du muscle oblique supérieur est une structure en forme de poulie situé dans l'orbite. Elle permet la réflexion du tendon du muscle oblique supérieur du bulbe de l’œil.

## Description
La trochlée du muscle oblique supérieur est normalement la seule structure cartilagineuse située dans l'orbite. Elle s'insère au niveau de la fosse trochléaire ou sur l'épine trochléaire le cas échéant. 
Dans cette structure passe le tendon du muscle oblique supérieur du bulbe de l’œil entouré d'une gaine tendineuse : la gaine du tendon du muscle oblique supérieur (ou gaine du tendon du muscle grand oblique de l’œil).